# Diretiva dos Direitos dos Cidadãos
A Directiva 2004/38/CE do Parlamento Europeu e do Conselho, de 29 de abril de 2004, relativa ao direito de livre circulação e residência dos cidadãos da União e dos membros das suas famílias no território dos Estados-Membros, também conhecida como Diretiva dos Direitos dos Cidadãos ou como Diretiva de Livre Circulação, é uma diretiva da União Europeia que estabelece as condições para o exercício do direito à livre circulação dos cidadãos nacionais dos estados-membros Espaço Económico Europeu (EEE), que inclui os estados-membros da União Europeia (UE) e de três dos membros da Associação Europeia de Comércio Livre (AECL, EFTA), Islândia, Noruega e Liechtenstein. A Suíça, que é membro da (AECL, EFTA) mas não do EEE, não está vinculada pela Diretiva, mas tem um acordo setorial multilateral separado sobre a livre circulação com a UE e os seus estados-membros.
Esta Diretiva consolidou regulamentos e diretivas mais antigas e ampliou os direitos dos casais em regime de união de fato (não casados). Confere aos cidadãos do EEE o direito de livre circulação e residência em todo o Espaço Económico Europeu, desde que não representem um fardo indevido para os sistemas de previdência e segurança social do país de residência e tenham obrigatoriamente um seguro de saúde abrangente. Este direito também se estende aos seus familiares diretos que não sejam cidadãos do EEE.

## Conteúdo
A Diretiva contém os seguintes capítulos:
- Capítulo I (artigos 1–3): Disposições gerais (objeto, definições e titulares)
- Capítulo II (artigos 4–5): Direito de saída e entrada
- Capítulo III (artigos 6–15): Direito de residência
- Capítulo IV: Direito de residência permanente
  - Seção I (artigos 16–18): Elegibilidade
  - Seção II (artigos 19–21): Formalidades administrativas
- Capítulo V (artigos 22.º a 26.º): Disposições comuns ao direito de residência e ao direito de residência permanente
- Capítulo VI (artigos 27.º a 33.º): Restrições ao direito de entrada e ao direito de residência por razões de ordem pública, segurança pública ou de saúde pública
- Capítulo VII (artigos 34–42): Disposições finais

## Alcance
Nos termos dos artigos 4.º e 5.º da Diretiva, qualquer cidadão nacional de um estado-membro do EEE pode sair do seu próprio país e entrar noutro estado-membro do EEE sem visto, apresentando um passaporte válido ou cartão de identidade nacional.
A Diretiva aplica-se a qualquer cidadão nacional do EEE que se desloque e viva num estado-membro do EEE diferente do seu (a exclusão baseia-se no princípio da não interferência em questões puramente nacionais). No entanto, também se aplica quando um cidadão nacional europeu regressa ao seu estado-membro de origem depois de permanecer noutro estado-membro do EEE, tal como definido no caso de Surinder Singh. Para os cidadãos nacionais com duas ou mais nacionalidades do EEE, a Diretiva pode ser aplicada em qualquer estado-membro do EEE. Contudo, após a conclusão de um processo de adesão, permanecem em vigor limitações temporárias à livre circulação para os novos estados-membros da UE.
Para estar totalmente abrangido pelo direito europeu à livre circulação, o cidadão nacional do EEE precisa de exercer um dos quatro direitos do Tratado:
- trabalhar como empregado (isto inclui procurar trabalho por um período de tempo razoável),
- trabalhar como uma pessoa independente (autoempregada ou autónoma),
- estudar numa instituição educativa ou formativa reconhecida pelas autoridades nacionais,
- ser autossuficiente ou reformado (aposentado).

Estes direitos têm origem no Tratado de Roma, que define a liberdade de circulação dos trabalhadores nacionais da UE e foram alargados ao longo do tempo, sendo que na atualidade têm principalmente um significado histórico, desde que a autossuficiência (trabalho independente) foi adicionada à lista. Desde que um cidadão nacional do EEE tenha meios de subsistência, como dinheiro ou rendimento suficiente, para não depender dos fundos públicos e possua obrigatoriamente um seguro de saúde abrangente, exerce um ou mais direitos do tratado. Se nenhum direito do tratado for exercido, o direito de livre circulação é obrigatoriamente limitado a 3 meses.
Os membros da família nacionais do EEE também estão abrangidos pelo direito de livre circulação, mas apenas como dependentes do cidadão nacional do EEE. O direito é limitado ao estado-membro do EEE anfitrião em que o cidadão nacional do EEE exerce os direitos do tratado. Em certos casos (por exemplo, divórcio após pelo menos 3 anos de casamento, dos quais tem obrigatoriamente de ter passado 1 ano completo no estado-membro de acolhimento), o membro da família nacional do EEE pode manter o direito de residência. Um membro da família nacional do EEE é definido como:
- o cônjuge (casamento) nacional do EEE,
- o parceiro registado (união de fato) nacional do EEE,
- uma criança com menos de 21 anos nacional do EEE, ou
- um filho ou pai dependente (do cidadão do EEE) nacional do EEE.

## Estatuto (status)
O direito de livre circulação é concedido automaticamente quando os requisitos estão preenchidos e não está sujeito a ato administrativo. No entanto, os cidadãos nacionais da UE têm obrigatoriamente de se registar quando se mudam para residir noutro estado-membro, num "período razoável e não discriminatório" que normalmente varia entre 10 (dez) e 30 (trinta) dias após a sua chegada. Na maioria dos estados-membros, esta declaração pode ser feita junto das autoridades locais (municípios) ou regionais, ou ainda em qualquer Esquadra de Guarda Fronteiriça ou Polícia Nacional, dentro do prazo estabelecido. Os documentos obrigatórios para este registo incluem:
- um Visto de Entrada para os familiares terceiros não pertencentes ao EEE, se forem nacionais do Anexo I e não possuírem um Cartão de Residência de membro da família de um cidadão da União emitido por outro estado-membro, que pode ser atribuído após a verificação dos meios de subsistência e seguro de saúde obrigatórios,
- uma Autorização de Residência de Curta Duração (para os cidadãos nacionais do EEE) ou um Cartão de Residência de membro da família de um cidadão da União de Curta Duração (para os familiares terceiros não pertencentes ao EEE), que pode ser válido por, no máximo, até 5 anos e confirma o direito de residência de curta duração, e que podem ser atribuídos após a verificação dos meios de subsistência e do seguro de saúde obrigatórios,[1][3][9][10]
- um Autorização de Residência Permanente ou um Cartão de Residência de membro da família de um cidadão da União Permanente, que atesta o direito de residência permanente e que são atribuídos, a requerimento do interessado, após a verificação da real duração da residência, dos meios de subsistência e seguro de saúde obrigatórios, e após cumpridas todas as seguintes condições obrigatórias:[1][3][9][10]
  - exercício obrigatório dos direitos do tratado durante, no mínimo, 5 anos, com ausências sempre inferiores a 6 meses por ano, sendo aceite excecionalmente apenas uma única ausência inferior a 12 meses em determinadas circunstâncias restritas (nascimento, doença grave de familiar), ou mais longa para cumprimento do serviço militar obrigatório no seu estado terceiro de origem.[1][3][9][10]

A Autorização de Residência Permanente e o Cartão de Residência de membro da família de um cidadão da União Permanente são renováveis, a requerimento do interessado, de 10 em 10 anos. O requerimento deve ser apresentado antes do seu termo de validade. O incumprimento da obrigação de requerer uma Autorização de Residência Permanente ou um Cartão de Residência de membro da família de um cidadão da União Permanente, dentro dos prazos legais, sujeita obrigatoriamente o nacional do país terceiro em causa a sanções proporcionais e não discriminatórias em relação a outros nacionais de países terceiros. Os estados-membros devem emitir a Autorização de Residência Permanente ou o Cartão de Residência de membro da família de um cidadão da União Permanente, aos requerentes que tenham direito a residência permanente, após a verificação da real duração da residência, dos meios de subsistência e seguro de saúde obrigatórios, no prazo de seis meses a contar da apresentação do requerimento.
Só a Autorização de Residência Permanente ou o Cartão de Residência de membro da família de um cidadão da União Permanente, adquiridos obrigatoriamente após, no mínimo, 5 anos, podem ser eliminadas as restrições obrigatórias em relação ao acesso a fundos públicos do estado-membro (tal como os subsídios de desemprego, os subsídios sociais e os fundos de pensões do estado-membro). A Autorização de Residência Permanente e o Cartão de Residência de membro da família de um cidadão da União Permanente são obrigatoriamente retirados após qualquer ausência igual ou superior a 2 anos do estado-membro anfitrião que a concedeu.
Todos os requerimentos abrangidos pela directiva são gratuitos ou exigem, no máximo, uma taxa moderada semelhante aos documentos nacionais comparáveis.